# برج ميناء كوبه

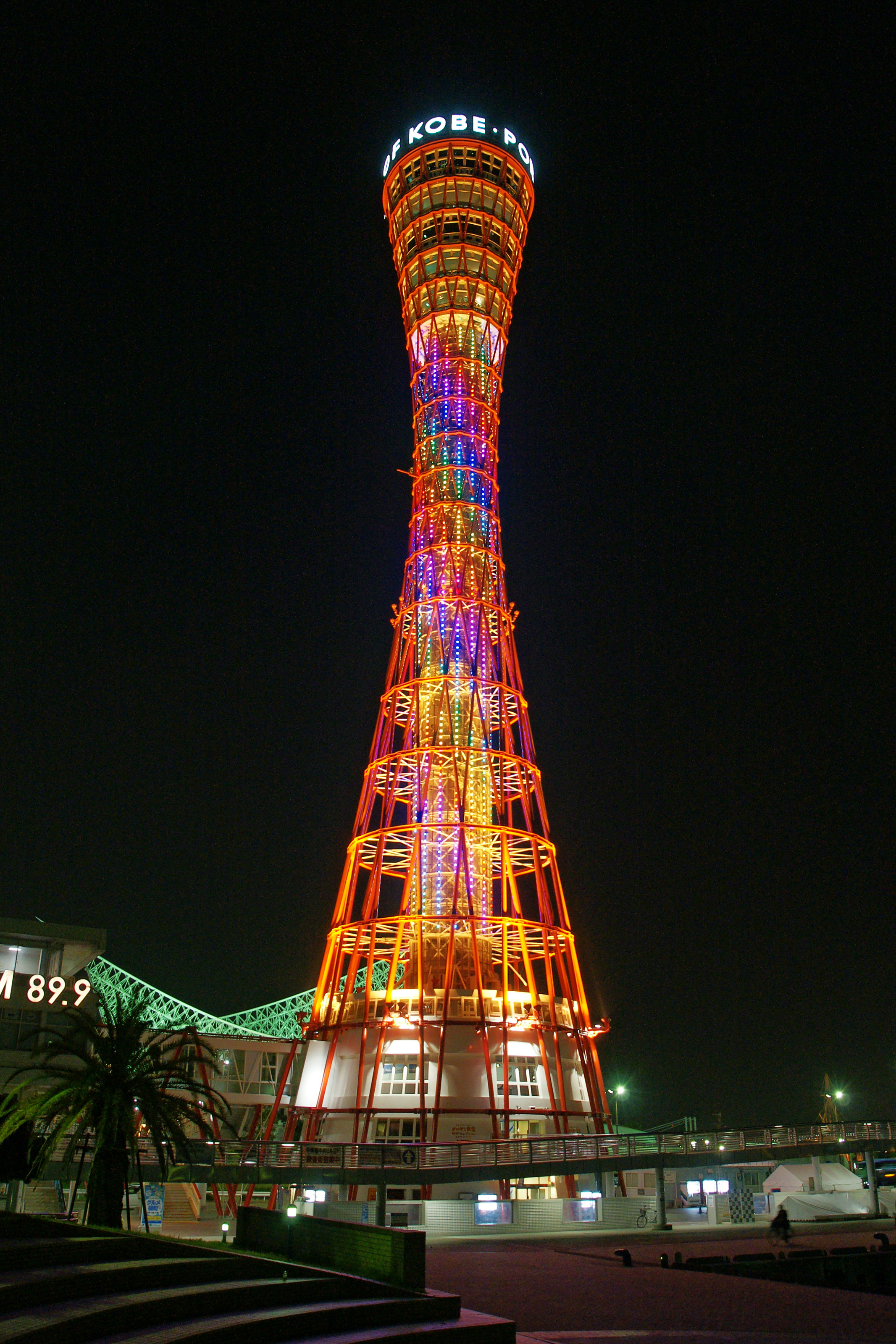
برج ميناء كوبه.

برج ميناء كوبه (باليابانية: 神戸ポートタワー) هو برج عالي يبلغ طوله 108 متر، يقع البرج في ميناء مدينة كوبه في اليابان.

## نظرة عامة
يحتوي برج ميناء كوبه على سطح مراقبة السفن على ارتفاع 90.28 متر، الحديد الأحمر الذي بني منه البرج يقدم مشهدًا جميلًا في منطقة الخليج والمناطق المحيطة به، تم الانتهاء من بناء برج ميناء كوبه في عام 1963، بني البرج بتصميم غير عادي مع تغطيت الجزء العلوي من البرج بسياج حديدي، البرج الضخم مزين بأضواء عرض تُشغل في كل ليلة.

## الزيارة
يمكن للسياح زيارة برج كوبي من الساعة 9 صباحا إلى الساعة 8 مساء، ويتم تمديد ساعات الزيارة في البرج في شهر ديسمبر إلى الساعة 9 مساء، ولكن في شهر فبراير ومع حلول الشتاء يتم إغلاق الزيارة في البرج في الساعة 6 في المساء، البرج مفتوح كل أيام الأسبوع وطوال أيام السنة، يتم احتساب رسم دخول يبلغ 600 ين لدخول البرج.

## الصور

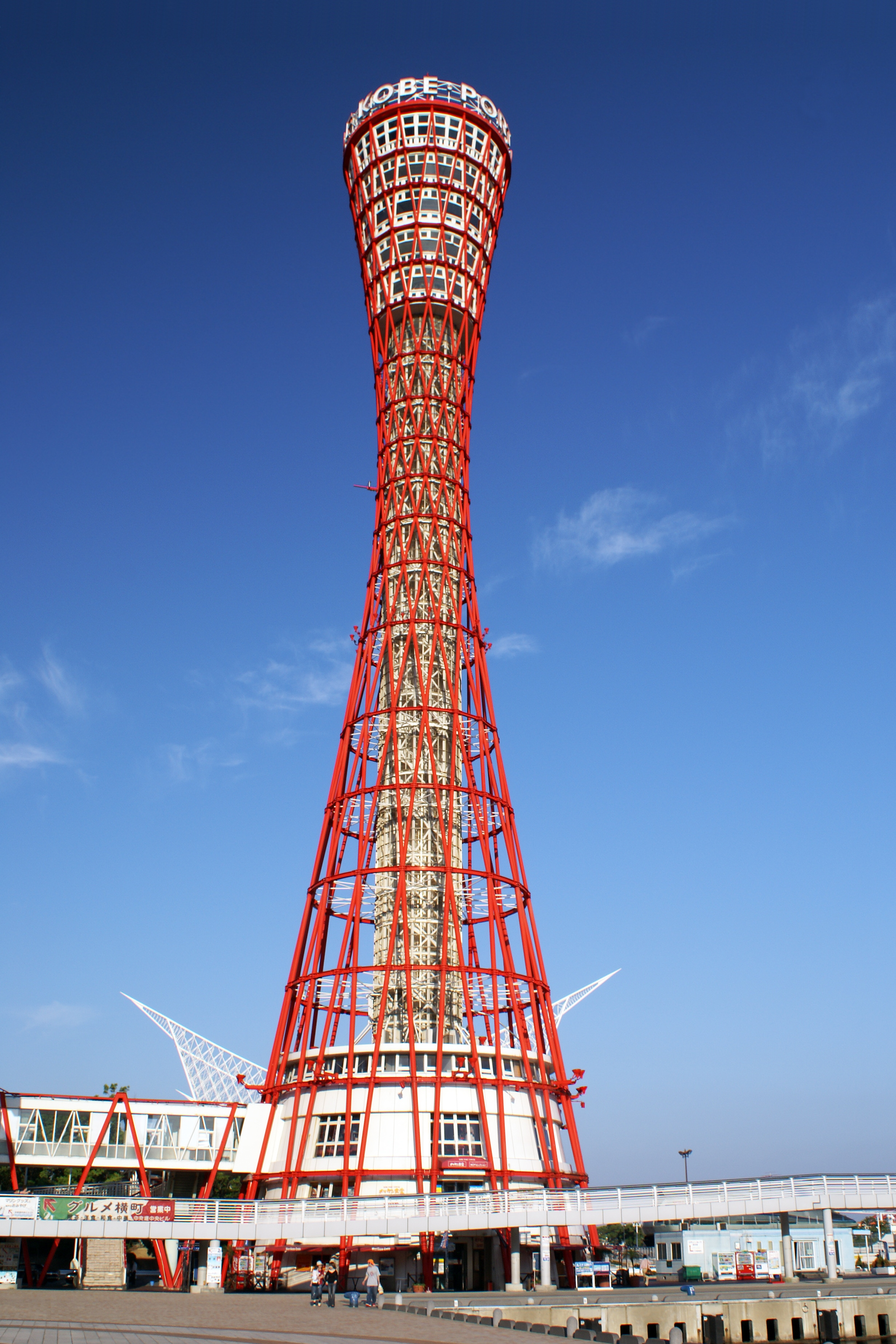
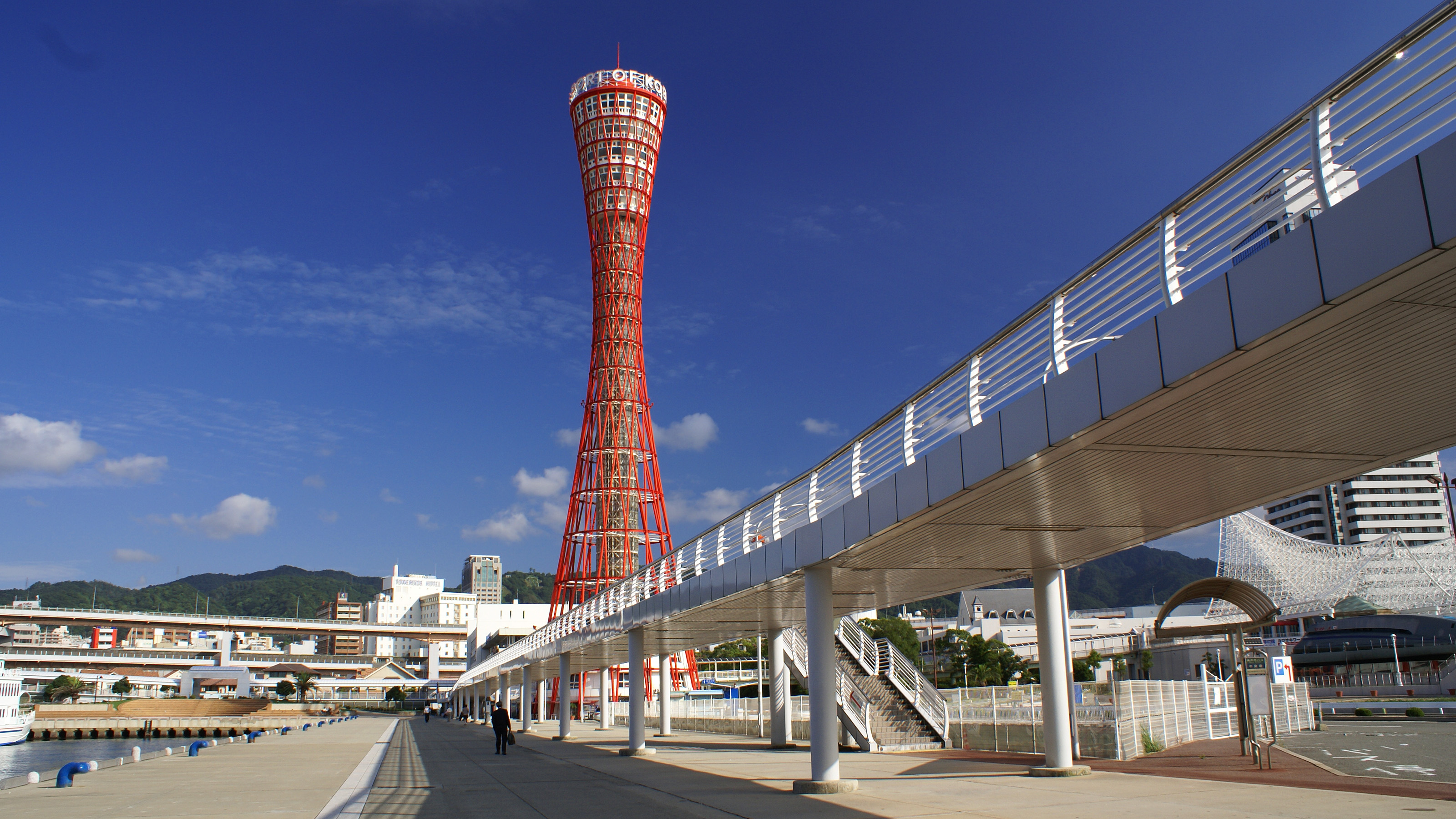
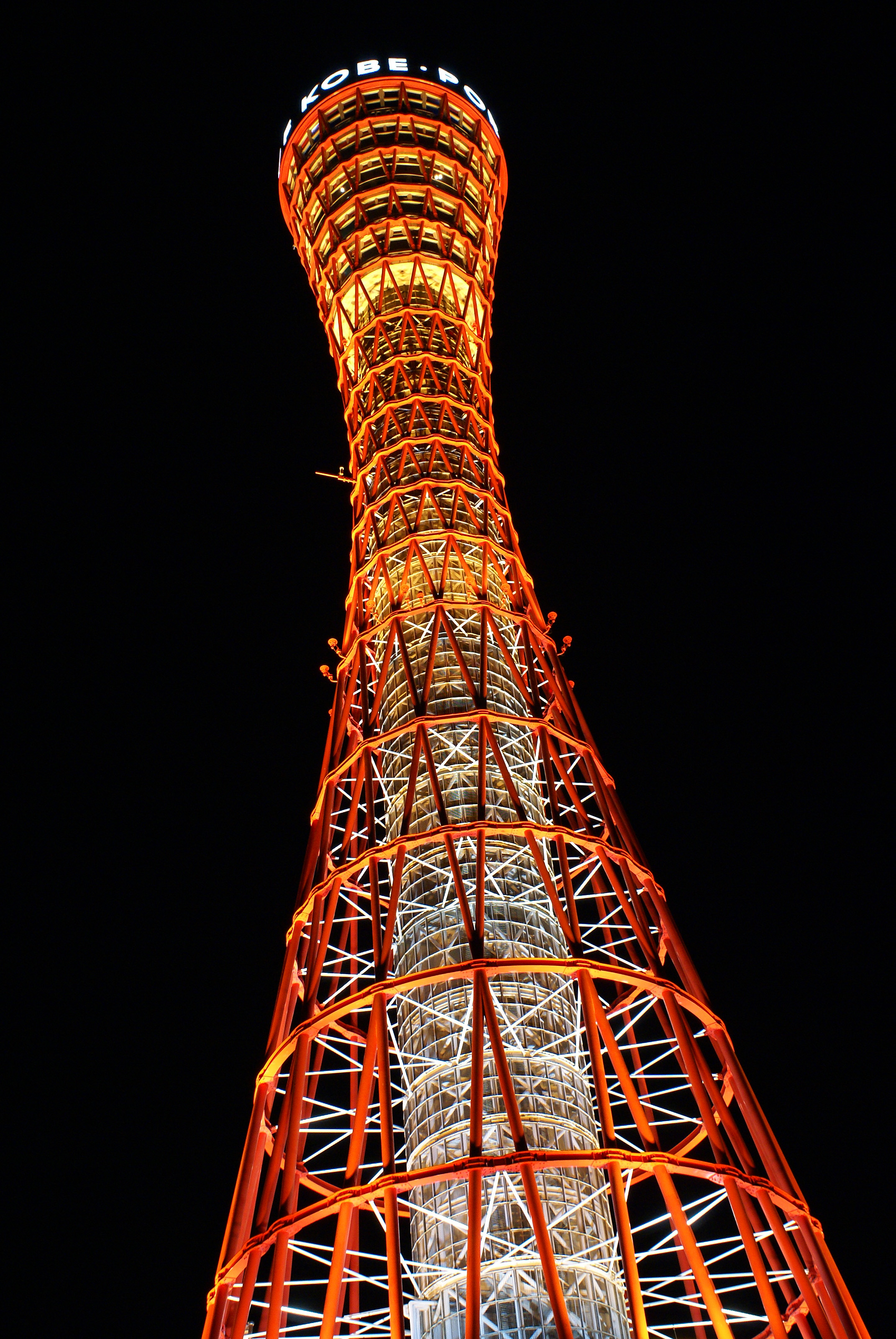
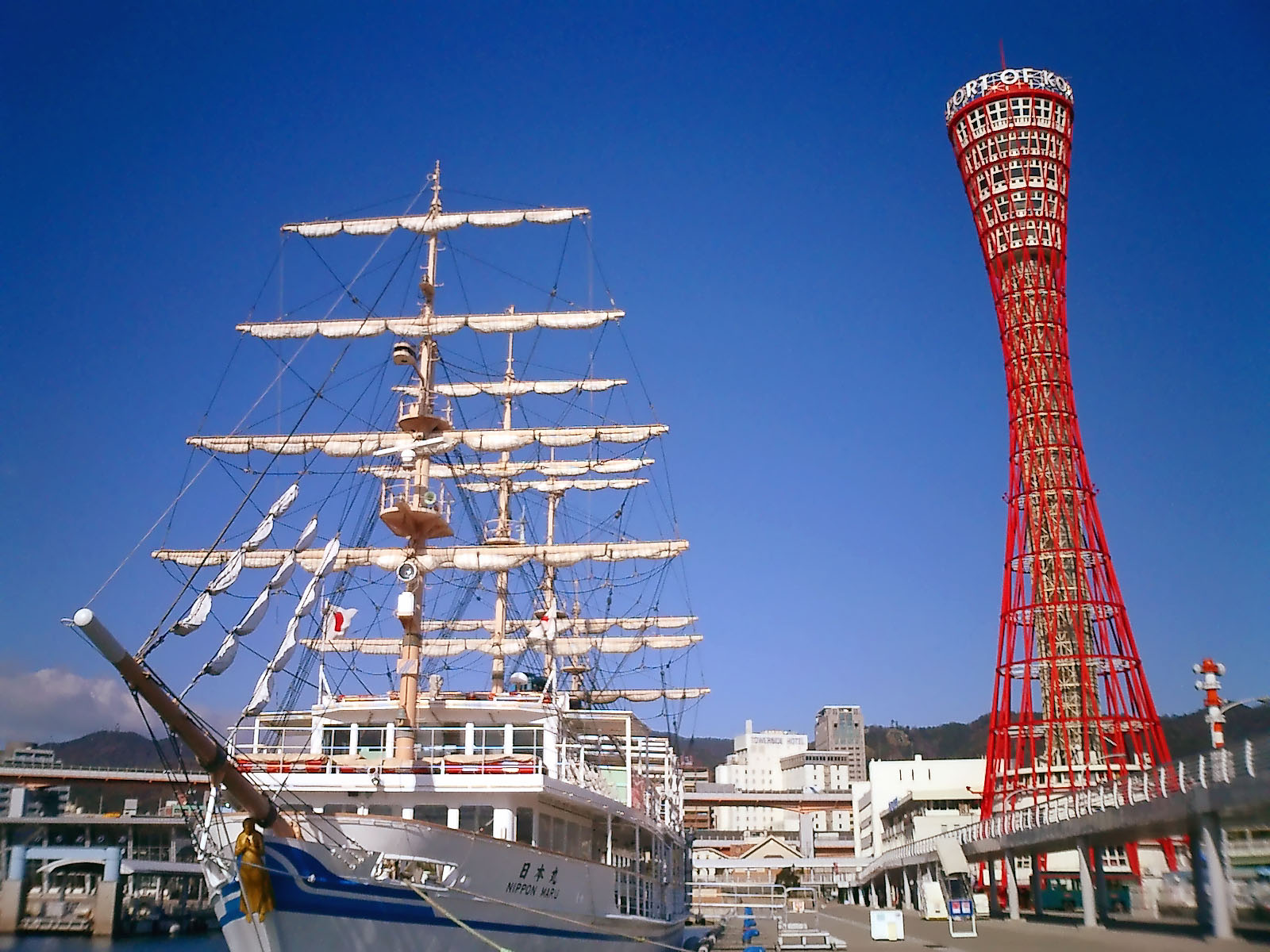
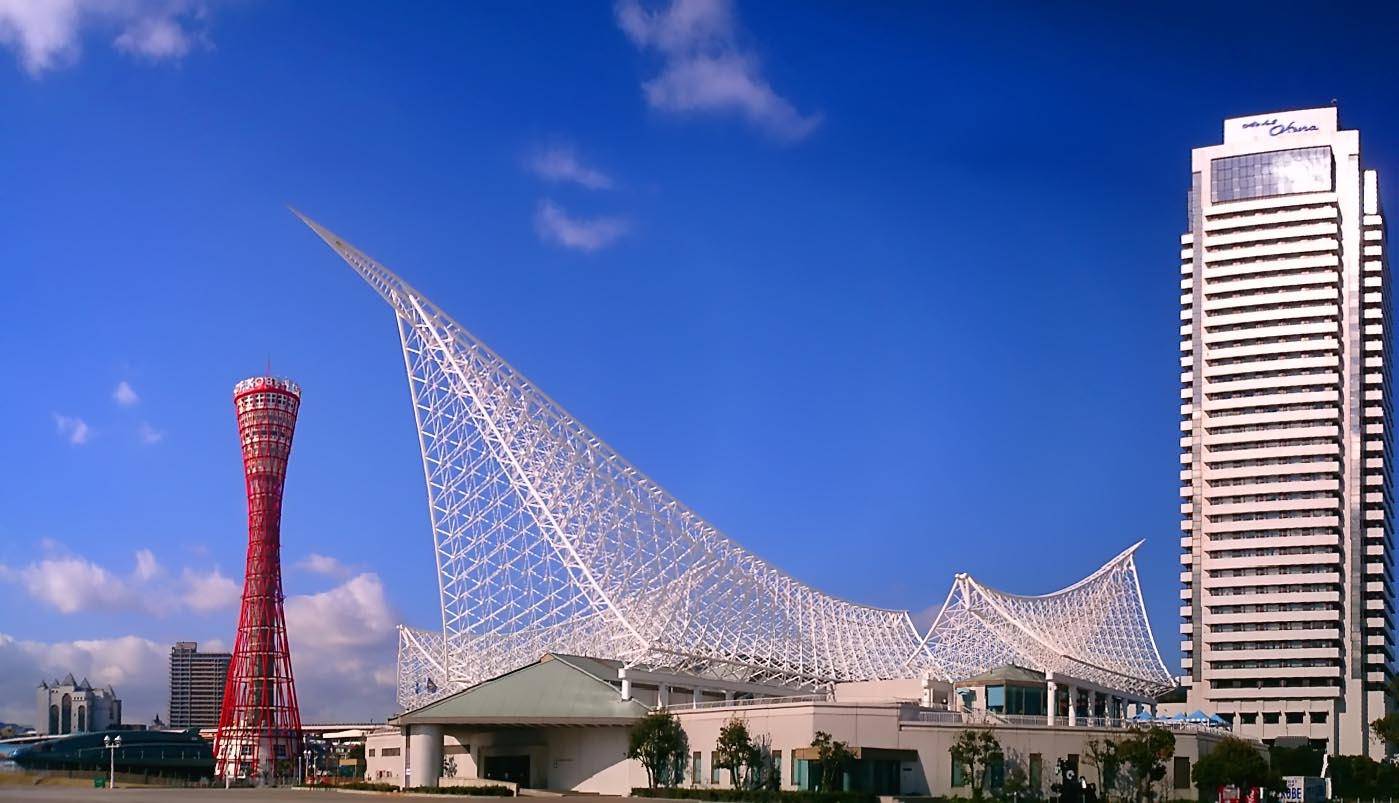
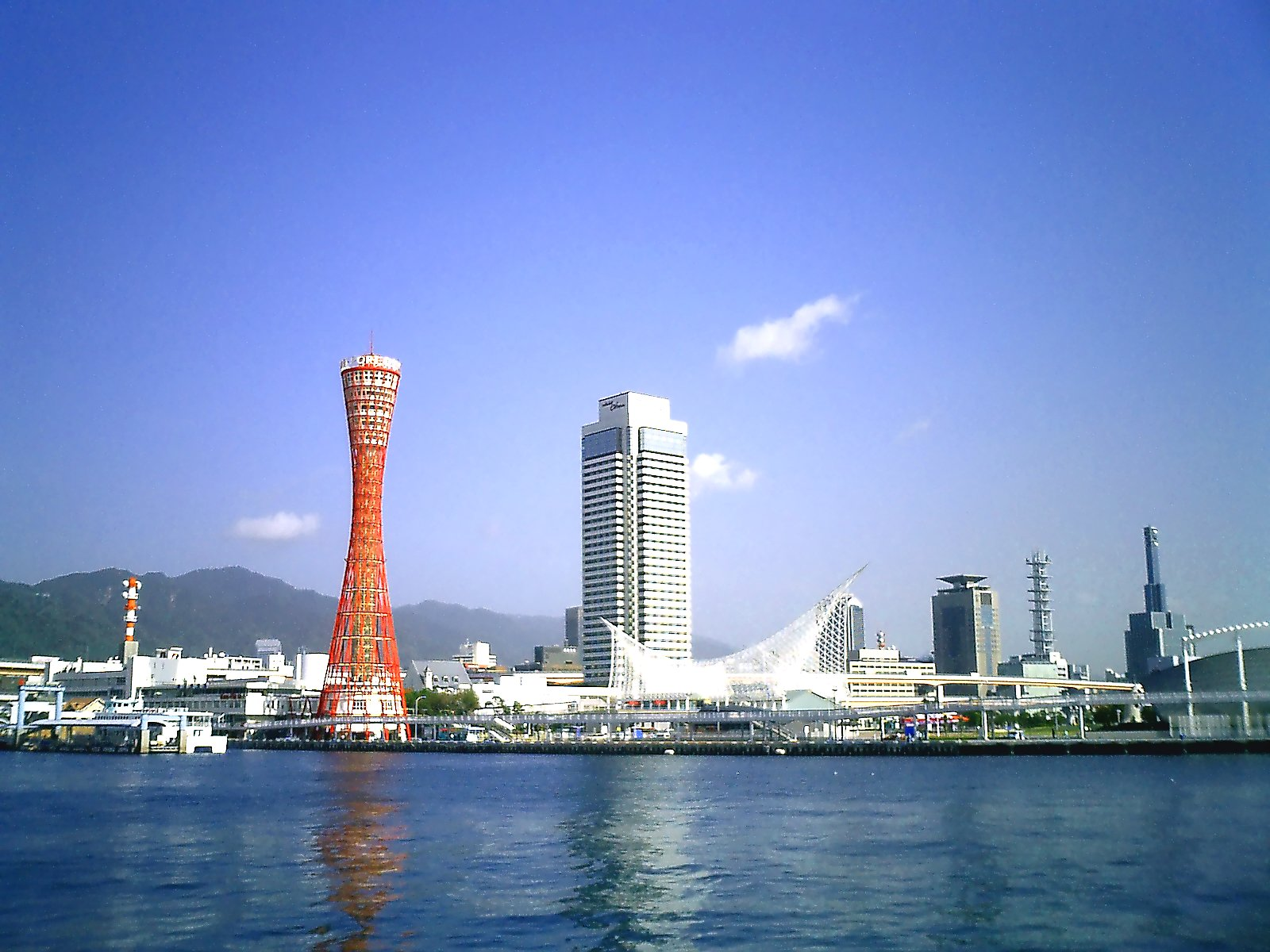